# Templo de Lótus
O Templo de Lótus, é uma Casa de Adoração Bahá'í situado em Nova Deli, na Índia, popularmente conhecido  como Templo de Lótus devido a sua forma de flor. O edifício foi concluído em 1986 e serve como templo mãe no subcontinente indiano. Ele já ganhou inúmeros prêmios de arquitetura e tem sido destaque de centenas de artigos de jornais e revistas.

## Adoração
Tal como acontece com todas as outras Casas de Adoração Bahá'ís, o Templo de Lótus é aberto a todos, independentemente da religião ou qualquer outra distinção, assim como enfatizam os textos bahá'ís. As leis bahá'ís indicam que o espírito das Casas de Adoração sejam um lugar para que pessoas de todas as religiões se reúnam para adorar a Deus. As leis bahá'ís também estipulam que além das escrituras sagradas da Fé Bahá'í, as de qualquer outra religião podem ser lidas ou cantadas dentro do templo; e em qualquer idioma; no entanto, não é permitido tocar qualquer instrumento, nem realizar sermões ou qualquer outra cerimônia ou prática ritualística.

## Estrutura

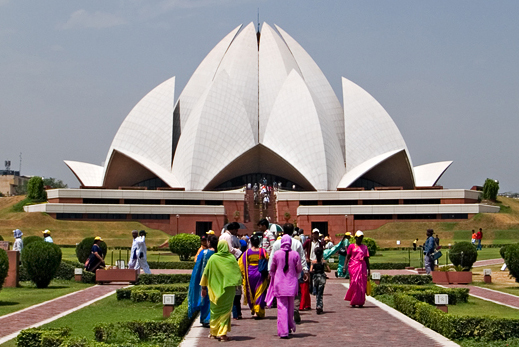
Casa de Adoração Bahá'í

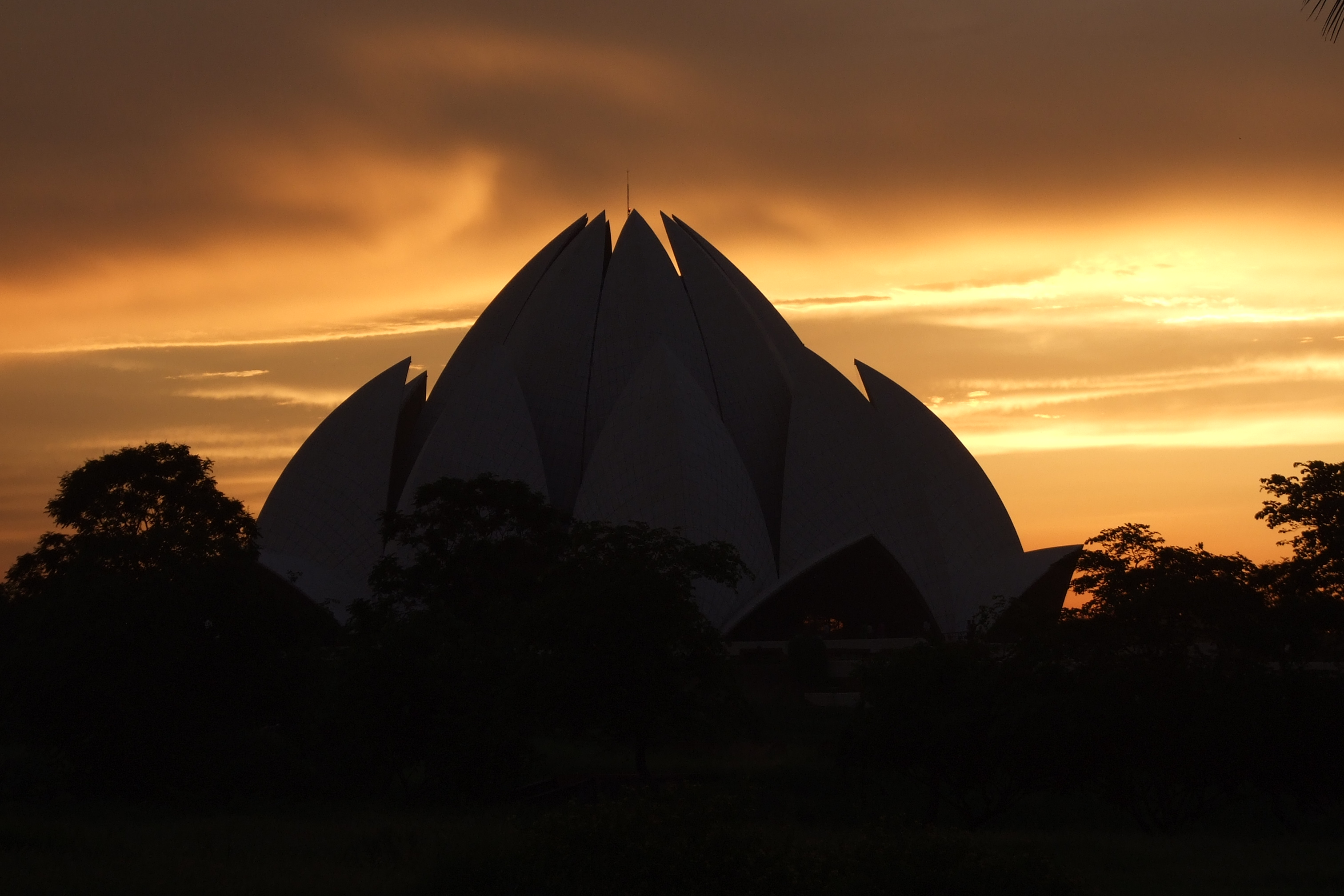
Templo de Lótus ao pôr do sol

Todas as Casas de Adoração Bahá'ís, incluindo o Templo de Lótus, compartilham certos elementos arquitetônicos, alguns dos quais são especificados pelas escrituras Bahá'í's. 'Abdu'l-Bahá, o filho de quem fundou a religião, estipulou que uma característica essencial é de que existisse uma forma circular de nove lados. Inspirado pela flor de lótus é composto por 27 pétalas em 9 lados. Embora atualmente todas as Casas de Adoração Bahá'ís no mundo tenham uma cúpula, esta não é considerada uma parte essencial de sua arquitetura. As escrituras bahá'ís também estabelecem que não deve haver fotos, imagens ou estátuas dentro da Casa de Adoração, e que nenhum púlpito ou altar seja utilizado, as nove portas do Templo de Lótus abrem para o hall central com capacidade para 2500 pessoas, e sua superfície é feita de mármore branco. O mármore branco provêm da montanha Penteli na Grécia, o mesmo com que muitos dos monumentos antigos foram construídos e também muitos outros templos Bahá'ís. A Casa de Adoração, junto com nove lagos e jardins ao seu redor somam cerca de 105 000 m².
O local está na vila de Bahapur, no território da capital nacional de Déli, O arquiteto é um iraniano, que vive agora no Canadá, chamado Fariborz Sahba, em 1976 ele foi convidado para projetá-lo, mais tarde supervisionou a construção. No processo, também construiu uma estufa para estudar que plantas seriam mais adequadas para o lugar. A maior parte dos fundos necessários para comprar o terreno foram doados por Ardishír Rustampúr de Hyderabad, Índia, que deu suas economias de uma vida inteira para este propósito, em 1953.

## Turismo
Desde sua inauguração à adoração pública em dezembro 1986, a Casa de Adoração Bahá'í em Nova Déli tem, até à data do fim de 2002, atraído mais de 50 milhões de visitantes, fazendo lhe um dos edifícios mais visitados no mundo. Seus números de visitantes durante aqueles anos ultrapassaram aqueles da Torre Eiffel e do famoso Taj Mahal. Em dias sagrados Hindu, ele atraiu 150.000 pessoas; e ele dá boas-vindas a quatro milhões de visitantes todos os anos (aproximadamente 13.000 diários ou 9 a cada minuto).